# Campionato europeo di pallanuoto 2018 (maschile)
Il campionato europeo di pallanuoto 2018 è stata la 33ª edizione del torneo; si è giocata a Barcellona nelle Piscine Bernat Picornell dal 14 al 28 luglio 2018.
Il torneo è stato vinto dalla Serbia, che ha ottenuto il quarto titolo consecutivo, il quinto della sua storia (ottavo, se si considerano i titoli vinti dalla Serbia e Montenegro e dalla Jugoslavia).

## Formula
Le 16 nazionali sono state divise in quattro gironi da quattro. Le prime classificate di ogni girone accedevano direttamente ai quarti di finali. Le seconde e le terze si affrontavano in play-off per l'accesso ai quarti di finale

## Squadre partecipanti
Sono state ammesse di diritto alla fase finale le seguenti nazionali:
- Spagna, paese ospitante
- Serbia, vincitrice dell'Europeo 2016
- Montenegro, 2ª classificata all'Europeo 2016
- Ungheria, 3ª classificata all'Europeo 2016
- Grecia, 4ª classificata all'Europeo 2016
- Italia, 5ª classificata all'Europeo 2016
- Croazia, 6ª classificata all'Europeo 2016
- Russia, 7ª classificata all'Europeo 2016

Gli altri otto posti disponibili sono stati assegnati tramite le qualificazioni.

- Francia
- Romania
- Germania
- Paesi Bassi
- Slovacchia
- Georgia
- Malta
- Turchia

## Sorteggio
Il sorteggio dei gruppi si è tenuto il 7 marzo 2018.

### Gruppi
| Gruppo A                         | Gruppo B                        | Gruppo C                           | Gruppo D                         |
| -------------------------------- | ------------------------------- | ---------------------------------- | -------------------------------- |
| Germania Georgia Italia Ungheria | Montenegro Malta Francia Spagna | Croazia Turchia Paesi Bassi Grecia | Russia Serbia Slovacchia Romania |

## Fase preliminare

### Gruppo A
| Pos. | Squadra  | Pt | G | V | N | P | GF | GS | DR  |
| ---- | -------- | -- | - | - | - | - | -- | -- | --- |
| 1.   | Italia   | 9  | 3 | 3 | 0 | 0 | 40 | 9  | +31 |
| 2.   | Ungheria | 4  | 3 | 1 | 1 | 1 | 21 | 21 | 0   |
| 3.   | Germania | 4  | 3 | 1 | 1 | 1 | 15 | 27 | -12 |
| 4.   | Georgia  | 0  | 3 | 0 | 0 | 3 | 17 | 36 | -19 |

| Data     | Ora   | Gara     | Gara | Gara     |
| -------- | ----- | -------- | ---- | -------- |
| 16-07-18 | 15:30 | Georgia  | 5-12 | Ungheria |
| 16-07-18 | 18:30 | Germania | 1-14 | Italia   |
| 18-07-18 | 12:30 | Germania | 10-9 | Georgia  |
| 18-07-18 | 20:30 | Ungheria | 5-12 | Italia   |
| 20-07-18 | 12:30 | Germania | 4-4  | Ungheria |
| 20-07-18 | 15:30 | Georgia  | 3-14 | Italia   |

### Gruppo B
| Pos. | Squadra    | Pt | G | V | N | P | GF | GS | DR  |
| ---- | ---------- | -- | - | - | - | - | -- | -- | --- |
| 1    | Spagna     | 7  | 3 | 2 | 1 | 0 | 35 | 15 | +20 |
| 2    | Montenegro | 7  | 3 | 2 | 1 | 0 | 32 | 18 | +14 |
| 3    | Francia    | 3  | 3 | 1 | 0 | 2 | 22 | 21 | +1  |
| 4    | Malta      | 0  | 3 | 0 | 0 | 3 | 15 | 50 | -35 |

| Data     | Ora   | Gara       | Gara | Gara    |
| -------- | ----- | ---------- | ---- | ------- |
| 16-07-18 | 11:00 | Montenegro | 8-6  | Francia |
| 16-07-18 | 22:15 | Malta      | 4-21 | Spagna  |
| 18-07-18 | 17:00 | Montenegro | 17-5 | Malta   |
| 18-07-18 | 22:00 | Spagna     | 7-4  | Francia |
| 20-07-18 | 18:30 | Malta      | 6-12 | Francia |
| 20-07-18 | 22:00 | Montenegro | 7-7  | Spagna  |

### Gruppo C
| Pos. | Squadra     | Pt | G | V | N | P | GF | GS | DR  |
| ---- | ----------- | -- | - | - | - | - | -- | -- | --- |
| 1.   | Croazia     | 9  | 3 | 3 | 0 | 0 | 49 | 17 | +32 |
| 2.   | Grecia      | 6  | 3 | 2 | 0 | 1 | 46 | 19 | +27 |
| 3.   | Paesi Bassi | 3  | 3 | 1 | 0 | 2 | 37 | 32 | +5  |
| 4.   | Turchia     | 0  | 3 | 0 | 0 | 3 | 8  | 72 | -64 |

| Data     | Ora   | Gara    | Gara | Gara        |
| -------- | ----- | ------- | ---- | ----------- |
| 16-07-18 | 14:00 | Turchia | 1-27 | Grecia      |
| 16-07-18 | 17:00 | Croazia | 15-8 | Paesi Bassi |
| 18-07-18 | 11:00 | Croazia | 23-2 | Turchia     |
| 18-07-18 | 15:30 | Grecia  | 12-7 | Paesi Bassi |
| 20-07-18 | 14:00 | Turchia | 5-22 | Paesi Bassi |
| 20-07-18 | 20:30 | Croazia | 11-7 | Grecia      |

### Gruppo D
| Pos. | Squadra    | Pt | G | V | N | P | GF | GS | DR  |
| ---- | ---------- | -- | - | - | - | - | -- | -- | --- |
| 1.   | Serbia     | 9  | 3 | 3 | 0 | 0 | 35 | 19 | +16 |
| 2.   | Russia     | 6  | 3 | 2 | 0 | 1 | 33 | 24 | +9  |
| 3.   | Romania    | 3  | 3 | 1 | 0 | 2 | 21 | 28 | -7  |
| 4.   | Slovacchia | 0  | 3 | 0 | 0 | 3 | 16 | 34 | -18 |

| Data     | Ora   | Gara    | Gara | Gara       |
| -------- | ----- | ------- | ---- | ---------- |
| 16-07-18 | 12:30 | Russia  | 12-6 | Slovacchia |
| 16-07-18 | 20:30 | Serbia  | 11-5 | Romania    |
| 18-07-18 | 14:00 | Romania | 9-5  | Slovacchia |
| 18-07-18 | 18:30 | Russia  | 9-11 | Serbia     |
| 20-07-18 | 11:00 | Serbia  | 13-5 | Slovacchia |
| 20-07-18 | 17:00 | Russia  | 12-7 | Romania    |

## Fase finale
| Playoff                      | Playoff                      |                              |                              | Quarti di finale             | Quarti di finale             |  |         | Semifinali                   | Semifinali                   |                              |                              | Finale                       | Finale                       |
|                              |                              |                              |                              |                              |                              |  |         |                              |                              |                              |                              |                              |                              |
|                              |                              |                              |                              | 1D Serbia                    | 8                            |  |         |                              |                              |                              |                              |                              |                              |
| 2A Ungheria                  | 12                           |                              |                              | 2A Ungheria                  | 5                            |  |         |                              |                              |                              |                              |                              |                              |
| 3C Paesi Bassi               | 9                            |                              |                              |                              |                              |  | Serbia  | 9                            |                              |                              |                              |                              |                              |
| 2B Montenegro                | 15                           |                              |                              |                              |                              |  | Croazia | 7                            |                              |                              |                              |                              |                              |
| 3D Romania                   | 5                            |                              |                              | 2B Montenegro                | 7                            |  |         |                              |                              |                              |                              |                              |                              |
|                              |                              |                              |                              | 1C Croazia                   | 9                            |  |         |                              |                              |                              |                              |                              |                              |
|                              |                              |                              |                              |                              |                              |  |         |                              |                              |                              | Serbia (rig.)                | 12                           |                              |
|                              |                              |                              |                              |                              |                              |  |         |                              |                              |                              | Spagna                       | 10                           |                              |
|                              |                              |                              |                              | 1B Spagna                    | 10                           |  |         |                              |                              |                              |                              |                              |                              |
| 3A Germania                  | 5                            |                              |                              | 2C Grecia                    | 6                            |  |         |                              |                              |                              |                              |                              |                              |
| 2C Grecia                    | 13                           |                              |                              |                              |                              |  | Spagna  | 8                            |                              |                              |                              |                              |                              |
| 3B Francia                   | 9                            |                              |                              |                              |                              |  | Italia  | 7                            |                              |                              | Finale per il 3º posto       | Finale per il 3º posto       |                              |
| 2D Russia                    | 12                           |                              |                              | 2D Russia                    | 1                            |  |         |                              |                              |                              | Croazia                      | 10                           |                              |
|                              |                              |                              |                              | 1A Italia                    | 11                           |  |         |                              |                              |                              |                              | Italia                       | 8                            |
|                              |                              |                              |                              |                              |                              |  |         |                              |                              |                              |                              |                              |                              |
| Incontri dal 9º al 12º posto | Incontri dal 9º al 12º posto | Incontri dal 9º al 12º posto | Incontri dal 9º al 12º posto | Incontri dal 9º al 12º posto | Incontri dal 9º al 12º posto |  |         | Incontri dal 5º all'8º posto | Incontri dal 5º all'8º posto | Incontri dal 5º all'8º posto | Incontri dal 5º all'8º posto | Incontri dal 5º all'8º posto | Incontri dal 5º all'8º posto |
|                              |                              |                              |                              |                              |                              |  |         |                              |                              |                              |                              |                              |                              |
| Paesi Bassi                  | 12                           |                              |                              | Paesi Bassi                  | 11                           |  |         | Ungheria                     | 6                            |                              |                              | Montenegro                   | 6                            |
| Romania                      | 7                            |                              |                              | Germania                     | 12                           |  |         | Montenegro                   | 7                            |                              |                              | Grecia                       | 8                            |
|                              |                              |                              |                              |                              |                              |  |         |                              |                              |                              |                              |                              |                              |
| Germania                     | 12                           |                              | Romania                      | 10                           |                              |  | Grecia  | 12                           |                              | Ungheria                     | 8                            |                              |                              |
| Francia                      | 5                            |                              |                              | Francia                      | 6                            |  |         | Russia                       | 11                           |                              |                              | Russia                       | 9                            |

|  | 13º-16º posto | 13º-16º posto | 13º-16º posto |            |         | Incontro per il tredicesimo posto  | Incontro per il tredicesimo posto  | Incontro per il tredicesimo posto  |  |
|  |               |               |               |            |         |                                    |                                    |                                    |  |
|  | 4A Georgia    | 4A Georgia    | 15            |            |         |                                    |                                    |                                    |  |
|  | 4A Georgia    | 4A Georgia    | 15            |            |         |                                    |                                    |                                    |  |
|  | 4C Turchia    | 4C Turchia    | 10            |            |         |                                    |                                    |                                    |  |
|  | 4C Turchia    | 4C Turchia    | 10            |            | Georgia | Georgia                            | 8                                  |                                    |  |
|  |               |               |               |            | Georgia | Georgia                            | 8                                  |                                    |  |
|  |               |               | Slovacchia    | Slovacchia | 6       |                                    |                                    |                                    |  |
|  | 4B Malta      | 4B Malta      | Slovacchia    | Slovacchia | 6       | 6                                  |                                    |                                    |  |
|  | 4B Malta      | 4B Malta      |               |            |         | 6                                  |                                    |                                    |  |
|  | 4D Slovacchia | 4D Slovacchia | 11            |            |         | Incontro per il quindicesimo posto | Incontro per il quindicesimo posto | Incontro per il quindicesimo posto |  |
|  | 4D Slovacchia | 4D Slovacchia | 11            |            |         |                                    |                                    |                                    |  |
|  |               |               |               |            |         |                                    |                                    |                                    |  |
|  |               |               |               |            |         | Turchia (rig.)                     | Turchia (rig.)                     | 13                                 |  |
|  |               |               |               |            |         | Turchia (rig.)                     | Turchia (rig.)                     | 13                                 |  |
|  |               |               |               |            |         | Malta                              | Malta                              | 12                                 |  |

## Classifica finale
| Pos. | Squadra     |
| ---- | ----------- |
|      | Serbia      |
|      | Spagna      |
|      | Croazia     |
| 4    | Italia      |
| 5    | Grecia      |
| 6    | Montenegro  |
| 7    | Russia      |
| 8    | Ungheria    |
| 9    | Germania    |
| 10   | Paesi Bassi |
| 11   | Romania     |
| 12   | Francia     |
| 13   | Georgia     |
| 14   | Slovacchia  |
| 15   | Turchia     |
| 16   | Malta       |